# Ciao, pais...
Ciao, pais... è un film del 1956 diretto da Osvaldo Langini.

## Trama
1940. Molti vengono richiamati per aumentare le file di un reggimento di alpini in Valle d'Aosta. Gli ultimi arrivi formeranno una pattuglia di esploratori, addestrati dal sergente anziano. I novizi sono: Gerolamo, di professione impiegato che ha già combattuto in Africa; Toni, giovanotto contrabbandiere di sigarette; Pinin, ragazzo che ancora frequenta la canonica del paese; Amleto, appena uscito di prigione per furto; Gianni, figlio di papà campione di tiro a volo. Il sergente nonostante tutto riesce ad addestrarli e renderli pronti per costituire il reparto. Al sergente viene affidato l'incarico di occupare col suo reparto una posizione di copertura, nonostante il maltempo e le artiglierie nemiche gli alpini resistono ma è arrivato l'ordine di ritirarsi per far saltare un ponte. L'operazione è andata a buon fine ma muoiono Gerolamo, Toni e Gianni.

## Curiosità
- I canti sono eseguiti dalla Corale d'Aosta di Sant'Orso[1]